# مایکل ویلیام بلف
مایکل ویلیام بلف (انگلیسی: Michael William Balfe؛ ‏ ۱۵ مهٔ ۱۸۰۸ – ۲۰ اکتبر ۱۸۷۰) آهنگساز، موسیقی‌دان، رهبر ارکستر، نوازندهٔ ویولن، ترانه‌سرا و خواننده اپرای اهل ایرلند بود.
مایکل ویلیام بلف طی دوران فعالیت چهل ساله خود، ۲۹ اورا، ۲۵۰ ترانه و چندین کانتات و آهنگ ساخت. وی همچنین رهبر ارکستر مشهوری بود و به مدت ۱۱ سال رهبر گروه موسیقی و ارکستر تئاتر هر مجستی بود.